# Chiropetalum pavonianum
Chiropetalum pavonianum är en törelväxtart som först beskrevs av Johannes Müller Argoviensis, och fick sitt nu gällande namn av Ferdinand Albin Pax. Chiropetalum pavonianum ingår i släktet Chiropetalum och familjen törelväxter.
Artens utbredningsområde är Peru. Inga underarter finns listade i Catalogue of Life.